# Dick Francis
Dick Francis, właśc. Richard Stanley Francis (ur. 31 października 1920 w Tenby w Pembrokeshire, zm. 14 lutego 2010 na wyspie Wielki Kajman) – brytyjski dżokej i pisarz, autor powieści kryminalnych.

## Życiorys
Podczas II wojny światowej był pilotem RAF-u. W 1946 rozpoczął karierę w skokach przez przeszkody w zawodach National Hunt. Wygrał ponad 350 wyścigów, w sezonie 1953–1954 dosiadając konia odnoszącego najwięcej zwycięstw. W latach 1953–1957 jeździł na koniach należących do Królowej Matki. Poważny wypadek w 1957 przerwał karierę sportową Francisa. 
Pierwszą książką Dicka Francisa była autobiografia The Sport of Queens (1957). W tym samym roku został dziennikarzem sportowym, przez 16 lat pisząc korespondencje z wyścigów dla „London Sunday Express”. 
W 1962 opublikował swoją pierwszą powieść – Dead Cert. Od tego czasu wydał ok. 40 powieści kryminalnych i sensacyjnych, których akcja jest na ogół związana ze światem wyścigów konnych. W Polsce wydano kilkanaście z nich.
Trzykrotnie otrzymał Edgara, nagrodę przyznawaną przez Mystery Writers of America, a w 1996 został uhonorowany Grand Master Award tego stowarzyszenia.
W wydanej w 1999 nieautoryzowanej biografii Francisa, Dick Francis: A Racing Life, pojawiła się sugestia, że rzeczywistą autorką opublikowanych przez niego powieści była jego żona Mary, zmarła w 2000. Najprawdopodobniej pisali razem, później research wykonywał ich syn, Felix, który stał się współautorem po śmierci Mary.
Dick Francis był odznaczony Orderem Imperium Brytyjskiego w randze Oficera (OBE) w 1983 i Komandora (CBE) w 2000